# 卡蒂奇格羅夫鎮區 (堪薩斯州艾倫縣)
卡蒂奇格羅夫鎮區（英語：Cottage Grove Township）為位在美國堪薩斯州艾倫縣的鎮區。2010年美国人口普查中該鎮區人口有246人。

## 地理
卡蒂奇格羅夫鎮區涵蓋面積96.5平方（37.3平方英里），境內無城鎮設立。

### 墓園
根據美國地質調查局的資料，此鎮區擁有2座墓園：
- 克恩斯墓園（Kerns Cemetery）
- 聖彼得斯墓園（Saint Peters Cemetery）

### 溪流
通過此鎮區的溪流有：
- 科爾溪（Coal Creek）
- 古斯溪（Goose Creek）
- 羅基溪（Rocky Creek）

## 人口統計
根據2010年美國人口普查，卡蒂奇格羅夫鎮區人口有246人，人口密度為2.55人/平方公里。種族方面，97.15%為白人；0.41%為非裔美洲人；0.41%為美洲原住民；0%為亞洲人；0%為太平洋島民；0.81%為其他種族；另外有1.22%為兩個或以上的種族。而西班牙裔美國人或拉丁美洲人佔該鎮區人口的2.85%。

## 外部連結
- US-Counties.com
- City-Data.com （页面存档备份，存于）